# Miami Dolphins 1990
La stagione 1990 dei Miami Dolphins è stata la numero 25 della franchigia, la ventunesima nella National Football League.

## Calendario

### Stagione regolare
| Turno | Data               | Avversario             | Risultato          | Pubblico           |
| ----- | ------------------ | ---------------------- | ------------------ | ------------------ |
| 1     | 9/9/1990           | @ New England Patriots | V 27–24            | 45.305             |
| 2     | 16/9/1990          | Buffalo Bills          | V 30–7             | 68.142             |
| 3     | 23/9/1990          | @ New York Giants      | S 20–3             | 76.483             |
| 4     | 30/9/1990          | @ Pittsburgh Steelers  | V 28–6             | 54.691             |
| 5     | 7/10/1990          | New York Jets          | V 20–16            | 69.678             |
| 6     | Settimana di pausa | Settimana di pausa     | Settimana di pausa | Settimana di pausa |
| 7     | 18/10/1990         | New England Patriots   | V 17–10            | 62.630             |
| 8     | 28/10/1990         | @ Indianapolis Colts   | V 27–7             | 59.213             |
| 9     | 4/11/1990          | Phoenix Cardinals      | V 23–3             | 54.294             |
| 10    | 11/11/1990         | @ New York Jets        | V 17–3             | 68.362             |
| 11    | 19/11/1990         | Los Angeles Raiders    | S 13–10            | 70.553             |
| 12    | 25/11/1990         | @ Cleveland Browns     | V 30–13            | 70.225             |
| 13    | 2/12/1990          | @ Washington Redskins  | S 42–20            | 53.599             |
| 14    | 9/12/1990          | Philadelphia Eagles    | V 23–20            | 67.034             |
| 15    | 16/12/1990         | Seattle Seahawks       | V 24–17            | 57.851             |
| 16    | 23/12/1990         | @ Buffalo Bills        | S 24–14            | 80.235             |
| 17    | 30/12/1990         | Indianapolis Colts     | V 23–17            | 59.547             |

### Playoff
| Turno      | Data      | Avversario         | Risultato |
| ---------- | --------- | ------------------ | --------- |
| Wildcard   | 6/1/1991  | Kansas City Chiefs | V 17-16   |
| Divisional | 13/1/1991 | @ Buffalo Bills    | S 34-44   |

## Classifiche
| AFC East             | AFC East | AFC East | AFC East | AFC East | AFC East | AFC East | AFC East | AFC East | AFC East |
|                      | V        | S        | P        | %        | DIV      | CONF     | PF       | PS       | Str.     |
| -------------------- | -------- | -------- | -------- | -------- | -------- | -------- | -------- | -------- | -------- |
| (1) Buffalo Bills    | 13       | 3        | 0        | .813     | 7–1      | 10–2     | 428      | 263      | V1       |
| (4) Miami Dolphins   | 12       | 4        | 0        | .750     | 7–1      | 10–2     | 336      | 242      | V1       |
| Indianapolis Colts   | 7        | 9        | 0        | .438     | 3–5      | 5–7      | 281      | 353      | S1       |
| New York Jets        | 6        | 10       | 0        | .375     | 2–6      | 4–10     | 295      | 345      | V2       |
| New England Patriots | 1        | 15       | 0        | .063     | 1–7      | 1–11     | 181      | 446      | S14      |